# محطة نيوماير 3
محطة نيوماير 3 هي محطة بحثية ألمانية تقع في القارة القطبية الجنوبية وهي تبعد عدة كيلومترات عن محطة نيو مايور 2.